# Mörttjärnen (Vilhelmina socken, Lappland, 719776-150194)
Mörttjärnen är en sjö i Vilhelmina kommun i Lappland och ingår i Ångermanälvens huvudavrinningsområde. Sjön har en area på 0,242 kvadratkilometer och ligger 477,3 meter över havet.

## Delavrinningsområde
Mörttjärnen ingår i det delavrinningsområde (718611-151831) som SMHI kallar för Utloppet av Malgomaj. Medelhöjden är 385 meter över havet och ytan är 381,56 kvadratkilometer. Räknas de 311 avrinningsområdena uppströms in blir den ackumulerade arean 3 558,07 kvadratkilometer. Avrinningsområdets utflöde Ångermanälven mynnar i havet. Avrinningsområdet består mestadels av skog (55 procent). Avrinningsområdet har 105,81 kvadratkilometer vattenytor vilket ger det en sjöprocent på 27,7 procent.